# 柘植智幸
柘植 智幸（つげ ともゆき、1977年 - ）は、日本のコンサルタント。株式会社じんざい社の代表取締役。大阪府八尾市出身。

## 人物
太成学院大学高等学校、大阪ビジネスカレッジ専門学校経営学科（高校2年生よりダブルスクール）を卒業後の1999年にレディーバードを創業。
自らの就職活動の失敗と経験を生かし、2002年に人材コンサルティング事業を行う株式会社じんざい社を設立し代表取締役に就任。大学生の就職支援や全国で講演活動などを行っている。企業の経営戦略、若手社員や内定者への教育・研修の一方、『「ゆとり教育世代」の恐怖』という自らの著書があるようにゆとり教育及びゆとり世代に関しては否定的である。

## 著書
- 『上司の言葉はなぜ部下に届かないか』（あさ出版、2007/6/20） ISBN 978-4860632199
- 『採用崩壊～若者に好かれる会社、見捨てられる会社～』（同友館、2007/12） ISBN 978-4496043444
- 『ゆとり教育世代の恐怖』（PHP研究所、2008/2/2） ISBN 978-4569695501